# بریانکا
بریانکا (به روسی: Брянка) شهری در استان لوهانسک در کشور اوکراین واقع شده‌است. جمعیت این شهر ۴۴,۹۸۷ نفر (۲۰۲۱ تخمینی) است.